# Beijinho no Ombro
"Beijinho no Ombro" é o primeiro single da carreira solo da cantora e compositora de funk carioca Valesca Popozuda, e foi lançado no iTunes em 1 de agosto de 2013. A canção foi composta por Wallace Vianna, André Vieira e Leandro Pardal.

## Lançamento e repercussão
Após semanas do lançamento do videoclipe da canção, Valesca ganhou grande destaque na mídia em geral. Foi convidada para diversos programas de televisão para cantar sua música, entre eles: Domingão do Faustão, Legendários, Encontro com Fátima Bernardes, Caldeirão do Huck, Programa do Ratinho e no dia 26 de fevereiro, esteve no programa Mais Você. 
Durante o Domingão do Faustão, a atriz Susana Vieira cantou a canção de Valesca, causando uma grande repercussão nas redes sociais.
No dia 24 de fevereiro de 2014, foi publicado na internet um vídeo do CoralUSP XI de Agosto com a Bateria de Agravo de Instrumento da São Francisco (BAISF), cantando o hit de Valesca na recepção de calouros da da Faculdade de Direito da Universidade de São Paulo. 

## Videoclipe
Um teaser do primeiro videoclipe de Valesca Popozuda foi divulgado em 21 de novembro de 2013. Para lançar o clipe, Valesca chegou a ter a opção de exibir o clipe de "Beijinho no Ombro" no Fantástico, mas acabou optando por divulgar em seu canal no Youtube em 28 de dezembro de 2013.
Logo no primeiro dia da postagem, o videoclipe alcançou mais de 500 mil visualizações, no segundo dia, o videoclipe já tinha ultrapassado mais de 690 mil visualizações. no terceiro dia o vídeo ultrapassou um milhão de visualizações, e sendo bastante repercutido nas redes sociais. Até 27 de fevereiro de 2014, o vídeo da cantora tinha mais de 9 milhões de visualizações e 100 mil curtidas no Facebook.
O vídeo foi gravado no Castelo de Itaipava, em Petrópolis, localizado na região serrana do Rio de Janeiro. Os figurinos usados pelos dançarinos do vídeo, foram todos especialmente produzidos com tecido importado em tons metálicos, segundo o produtor e diretor do clipe, Pardal, a roupa foi escolhida por conta de ser um tecido usado apenas pela nobreza da época medieval, dando a impressão de força e disposição. Para contracenar com um tigre, a Valesca precisou encarar duas semanas de aulas com um domador de animais selvagens, e com a águia foram 3 dias de treinamento. O custo total da super-produção de Valesca, foi de 437 mil reais. 

## Na cultura popular

### Anúncios
Para o carnaval de 2014, a canção foi selecionada para patrocinar a campanha "Beijinho no Ombro e Camisinha no Bolso" idealizada pela Secretaria da Saúde do Estado do Rio de Janeiro, onde Valesca se tornou madrinha. Outras personalidades participaram da campanha como David Brazil e Lorena Simpson.
Nova Letra 
Em julho de 2017, Valesca surpreendeu os fãs ao apresentar uma nova versão de "Beijinho no Ombro" durante um show no Rio de Janeiro.
A cantora mudou radicalmente a música, que havia se tornado um hino da competição feminina. No lugar de expressões de rivalidade como "recalque" e "inimigas", agora a letra fala sobre sororidade, conceito que define a união e o respeito entre as mulheres.

## Desempenho nas tabelas musicais
| Tabela musical (2014)                         | Melhor posição |
| --------------------------------------------- | -------------- |
| Brasil - (ABPD)                               | 3              |
| Billboard Brasil Hot 100 Airplay              | 32             |
| Billboard Hot Pop                             | 5              |
| Billboard Regional - Belo Horizonte Hot Songs | 12             |
| Billboard Regional - São Paulo Hot Songs      | 1              |
| Billboard Regional - Rio de Janeiro Hot Songs | 1              |

## Prêmios e indicações
| Ano  | Prêmio                                | Categoria             | Resultado |
| ---- | ------------------------------------- | --------------------- | --------- |
| 2014 | Prêmio Multishow de Música Brasileira | Melhor Clipe          | Indicado  |
| 2014 | Prêmio Multishow de Música Brasileira | Música Chiclete       | Indicado  |
| 2014 | Capricho Awards                       | Melhor Clipe Nacional | Indicado  |
| 2014 | Capricho Awards                       | Hit Nacional          | Indicado  |
| 2014 | Caldeirão de Ouro                     | As 10+ do Ano         | 5º Lugar  |